# Андрощук Іван Кузьмович
Іван Кузьмович Андрощук (нар. 5 липня 1958, Михнів, Ізяславський район, Хмельницька область) — український і російський поет, письменник-фантаст, публіцист.

## Життєпис
Народився в селянській родині.1987 року закінчив Літературний інститут імені О. М. Горького в Москві. Одружився з російською поетесою Ніною Ягодінцевою. З 1988 року мешкав в Челябінську. Працював двірником, слюсарем аварійно-ремонтної служби, різноробочим у сільському господарстві. Протягом 1994—1996 років головний редактор видавництва «Урал-LTD». Літературний оглядач газети «Работа для вас» (Челябінськ, 1996—1998).
Перша публікація поезій українською мовою в альманасі «Вітрила-83» (Київ, 1983). Російською, в часописі «Литературная учеба» (Москва, 1987). Згодом друкував свої твори в часописах «Жовтень», «Україна», «Наука — Фантастика». Автор збірки поезій «Озимина» (Київ, 1990). В челябінський період творчості друкувався у виданнях «Тверской бульвар», «Антология уральской прозы», «Форум», «День и ночь», «Шанс», «Уральский следопыт», «Уральская новь», «Несовременные записки», «Золотой век».
2004 року повернувся до України, до рідного Михнова.

## Книги
- Іван Андрощук. Озимина: Книга віршів. Київ 1990.
- Иван Андрощук. Опоздавшие навсегда. Челябинск 1993.
- Иван Андрощук. Охотники за именами. Челябинск 2004. ISBN 5-89851-063-X
- Иван Андрощук. Анатомия абсурда. Челябинск 2005. ISBN 5-86626-080-8

### mp3
- «Пісня вмираючого дерева». Автор — Іван Андрощук; декламатор — Святослав Синявський [Архівовано 29 травня 2012 у Wayback Machine.] mp3
- «Слова». Автор — Іван Андрощук; декламація — Святослав Синявський [Архівовано 29 травня 2012 у Wayback Machine.] mp3
- «Летючий голандець». Автор — Іван Андрощук; декламація — Святослав Синявський [Архівовано 29 травня 2012 у Wayback Machine.] mp3
- «Неси мене коню…». Автор — Іван Андрощук; декламація — Святослав Синявський; музика — ДахаБраха [Архівовано 29 травня 2012 у Wayback Machine.] mp3
- «Плач коня». Автор — Іван Андрощук; декламація — Святослав Синявський [Архівовано 29 травня 2012 у Wayback Machine.] mp3
- «Дуель». Автор — Іван Андрощук; декламація — Святослав Синявський [Архівовано 29 травня 2012 у Wayback Machine.] mp3
- «Розбивається неба сапфіровий келих». Автор — Іван Андрощук; декламація — Святослав Синявський [Архівовано 29 травня 2012 у Wayback Machine.] mp3